# Arthur Chichester (4e comte de Donegall)
Pour les articles homonymes, voir Arthur Chichester.
 (octobre 2022).
Si vous disposez d'ouvrages ou d'articles de référence ou si vous connaissez des sites web de qualité traitant du thème abordé ici, merci de compléter l'article en donnant les références utiles à sa vérifiabilité et en les liant à la section « Notes et références ».
Arthur Chichester, 4e comte de Donegall (8 mars 1695 - 30 septembre 1757) est un noble irlandais.

## Biographie
Il succède à son père comme quatrième comte de Donegall en 1706.
Il épouse Lady Lucy Ridgeway fille de Robert Ridgeway le 3 octobre 1716. Ce mariage reste sans enfants et son neveu Arthur Chichester hérite de tout.